# Dejan Blagojević
Dejan Blagojević (in serbo Дејан Благојевић?; Vlasotince, 18 gennaio 1990) è un calciatore serbo, difensore del Progres Ladovica.

## Carriera

### Club
Il 1º luglio 2017 viene acquistato a titolo definitivo dalla squadra macedone dello Sileks Kratovo.

## Statistiche

### Presenze e reti nei club
Statistiche aggiornate al 1º maggio 2021.
| Stagione        | Squadra         | Campionato      | Campionato | Campionato | Coppe nazionali | Coppe nazionali | Coppe nazionali | Coppe continentali | Coppe continentali | Coppe continentali | Altre coppe | Altre coppe | Altre coppe | Totale | Totale |
| Stagione        | Squadra         | Comp            | Pres       | Reti       | Comp            | Pres            | Reti            | Comp               | Pres               | Reti               | Comp        | Pres        | Reti        | Pres   | Reti   |
| --------------- | --------------- | --------------- | ---------- | ---------- | --------------- | --------------- | --------------- | ------------------ | ------------------ | ------------------ | ----------- | ----------- | ----------- | ------ | ------ |
| 2017-2018       | Sileks Kratovo  | PL              | 30         | 3          | CM              | 0               | 0               | -                  | -                  | -                  | -           | -           | -           | 30     | 3      |
| 2018-2019       | Sileks Kratovo  | PL              | 30+1       | 1+0        | CM              | 2               | 0               | -                  | -                  | -                  | -           | -           | -           | 33     | 1      |
| 2019-2020       | Sileks Kratovo  | PL              | 17         | 2          | CM              | 0               | 0               | -                  | -                  | -                  | -           | -           | -           | 17     | 2      |
| 2020-2021       | Sileks Kratovo  | PL              | 13         | 0          | CM              | 0               | 0               | UCL+UEL            | 0+0                | 0                  | -           | -           | -           | 13     | 0      |
| Totale carriera | Totale carriera | Totale carriera | 90+1       | 6+0        |                 | 2               | 0               |                    | 0                  | 0                  |             | -           | -           | 93     | 6      |